# Forest Park, Georgia
Forest Park är en stad (city) i Clayton County, i delstaten Georgia, USA. Enligt United States Census Bureau har staden en folkmängd på 18 616 invånare (2011) och en landarea på 24 km².